# Исключительность полномочий
Исключи́тельность полномо́чий в канадском конституционном праве — юридическая доктрина, препятствующая применению закона вне конституционной компетенции лица, издавшего его. Например, когда провинциальный закон распространяется на предмет, находящийся в компетенции федерального правительства, его положения, касающиеся этого предмета, при интерпретации из него будут исключены. Доктрина исключительности применяется тогда, когда законодательство затрагивает важный или существенный элемент предмета, находящегося вне компетенции управления.
Хотя по-прежнему и ведутся некоторые дискуссии, обычно признаётся, что доктрина применяется как к провинциальному, так и к федеральному уровням управления. Однако почти всё прецедентное право (case law) затрагивает ситуации, когда провинциальные законы распространяются на предметы федеральной компетенции.